# La Salvetat-Belmontet
La Salvetat-Belmontet är en kommun i departementet Tarn-et-Garonne i regionen Occitanien i södra Frankrike. Kommunen ligger i kantonen Monclar-de-Quercy som tillhör arrondissementet Montauban. År 2022 hade La Salvetat-Belmontet 967 invånare.

## Befolkningsutveckling
Antalet invånare i kommunen La Salvetat-Belmontet
| Referens: INSEE |